# Hypoplexia algoa
Hypoplexia algoa là một loài bướm đêm trong họ Noctuidae.